# Derendingen
Derendingen (toponimo tedesco) è un comune svizzero di 6 319 abitanti del Canton Soletta, nel distretto di Wasseramt.